# Benjamin Hornigold
Benjamin Hornigold (1680 – 1719) è stato un pirata inglese del XVIII secolo durante l'età d'oro della pirateria.
La sua carriera da pirata è durata dal 1713 al 1718, anno in cui divenne cacciatore di pirati, dando la caccia ai suoi vecchi alleati per ordine del governatore delle Bahamas, Woodes Rogers. Morì nel 1719 quando la sua nave naufragò durante una tempesta al largo della costa del Messico.

## Biografia

### Carriera pirata
Nulla si sa della vita di Hornigold prima che diventasse un pirata, sebbene si creda che sia nato nel Norfolk, Inghilterra, dove è diffuso il cognome Hornigold o Hornagold. Se così è stato, è altrettanto probabile che inizialmente abbia servito in mare a bordo di navi che facevano spesso porto o a King's Lynn o a Great Yarmouth. I suoi primi atti di pirateria noti risalgono all'inverno tra il 1713 e il 1714, quando per mezzo di piccole imbarcazioni e di uno sloop minacciava vascelli mercantili al largo di Nassau, la capitale dell'isola di New Providence, divenuta in quegli anni sede della Repubblica dei pirati. Nel 1717 Hornigold aveva sotto il suo comando uno sloop armato di trenta cannoni, il Ranger, che era con buone probabilità la nave più pesantemente armata della zona.
Il secondo in comando di Hornigold durante questo periodo era Edward Teach, che sarebbe passato alla storia con il nome di Barbanera. Quando Hornigold assunse il comando del Ranger, affidò il comando del suo vecchio sloop a Teach. Così nella primavera del 1717 i due capitani pirata fronteggiarono tre navi mercantili in rapida successione: una, diretta a L'Avana, che trasportava un carico di 120 barili di farina; uno sloop del Bermuda con un carico di liquore e una nave portoghese in viaggio da Madera che trasportava vino bianco.
Nel marzo del 1717 Hornigold attaccò una nave mercantile armata, inviata nelle Bahamas dal governatore della Carolina del Sud per cacciare i pirati. Il mercantile riuscì a sfuggire arenandosi sulle isole Cat Cays, e il suo capitano in seguito riferì che la flotta di Hornigold era aumentata fino a cinque navi, con una ciurma complessiva di circa 350 uomini.
Un giorno Hornigold attaccò anche uno sloop vicino alla costa di Houndras, e un uomo dell'equipaggio della nave catturata raccontò: "Non hanno fatto altro che rubare parte dei nostri cappelli, avendo lanciato fuori bordo i loro, dal momento che erano ubriachi dalla notte precedente, come ci hanno confessato."

### Ammutinamento e perdono
Nonostante la sua apparente supremazia marittima, Hornigold fece sempre molta attenzione a non attaccare navi battenti bandiera inglese, forse per mantenere la difesa legale di essere ancora un corsaro contro i nemici dell'Inghilterra, come durante la guerra di successione spagnola. Tuttavia queste misure cautelari non piacevano ai suoi uomini, e nel novembre 1717, i suoi equipaggi decisero di attaccare indistintamente qualunque nave. Hornigold tentò di opporsi ma venne destituito dal ruolo di capitano. A quel tempo Teach comandava la seconda nave di Hornigold, e probabilmente non venne a conoscenza dell'accaduto fino a quando le due navi si rincontrarono successivamente nello stesso anno. È plausibile che in questo stesso periodo i due pirati si separarono: Teach continuò a veleggiare per i Caraibi, abbandonando Hornigold che fece subito ritorno a Nassau al comando di un singolo sloop e di una ciurma ridotta. Questi continuò a pirateggiare dal porto sicuro di Nassau fino al mese di dicembre 1717, quando giunse voce di un'amnistia generale per i pirati offerta dal re di Gran Bretagna Giorgio I. Quindi, nel gennaio del 1718, Hornigold fece vela per la Giamaica e ricevette il perdono dal governatore locale. Successivamente divenne cacciatore di pirati al servizio del nuovo governatore delle Bahamas, Woodes Rogers.

### Cacciatore di pirati e morte
Rogers accordò la richiesta di perdono di Hornigold, affidandogli il compito di cercare e catturare altri pirati, tra cui il suo vecchio ufficiale Edward Teach. Hornigold avrebbe pertanto passato i seguenti diciotto mesi nelle Bahamas alla ricerca dei pirati Stede Bonnet e John Rackham. Nel dicembre 1718, Woodes Rogers informò il Board of Trade di Londra delle intenzioni di Hornigold di rimediare al suo passato dando la caccia ai suoi vecchi alleati.
Nel tardo 1719 la nave di Hornigold fu sorpresa da una tempesta tra New Providence e le coste messicane, naufragando contro un banco di scogli e l'incidente è riportato nel libro Storia generale dei pirati del capitano Johnson.

## Nella cultura di massa
- Benjamin Hornigold appare nel videogioco del 2013 Assassin's Creed IV: Black Flag.
- Hornigold è un personaggio secondario della serie televisiva Black Sails, in cui viene interpretato da Patrick Lyster.

| Controllo di autorità | VIAF (EN) 1255165139022900560001 · GND (DE) 1256150878 |